# Spiritual Front
Spiritual Front är ett neofolk-band från Rom, Italien. Medlemmarna själva beskriver sin musik som "nihilist suicide pop", översatt till svenska "nihilistisk självmordspop".